# Julian Ryerson
Julian Ryerson (ur. 17 listopada 1997 w Lyngdal) – norweski piłkarz amerykańskiego pochodzenia występujący na pozycji obrońcy w niemieckim klubie Borussia Dortmund oraz w reprezentacji Norwegii. 
Wychowanek Lyngdal IL, w trakcie swojej kariery grał także w Viking FK i Union Berlin.